# Mutter mit totem Sohn

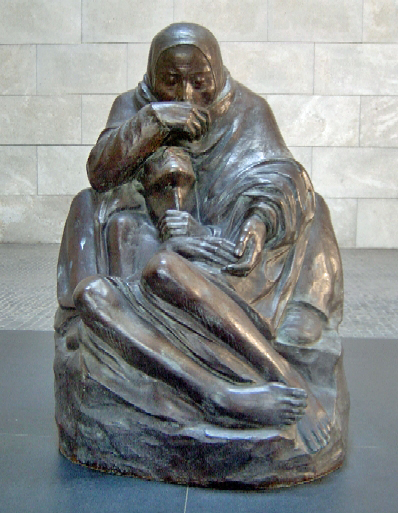
Mutter mit totem Sohn

Die Mutter mit totem Sohn ist eine Pietà-Plastik der Künstlerin Käthe Kollwitz.

## Geschichte
Die Plastik wurde in den Jahren 1937/38 angefertigt und ist Kollwitz’ im Ersten Weltkrieg gefallenem Sohn Peter gewidmet. Sie schließt an ihr von 1914 bis 1932 realisiertes Werk Trauerndes Elternpaar an. Eine von Harald Haacke  von ursprünglich 38 Zentimeter auf rund 1,6 Meter Höhe vierfach vergrößerte Skulptur von Kollwitz’ Pietà steht seit 1993 in der damals neu eingerichteten zentralen Gedenkstätte für die Opfer von Krieg und Gewaltherrschaft in Karl Friedrich Schinkels Neuer Wache. Das Original befindet sich im Kollwitz-Museum in Köln.
Kollwitz’ Pietà weicht von klassischen Pietà-Darstellungen insofern ab, als der tote Sohn nicht auf den Knien der Mutter ruht, sondern vielmehr am Boden kauernd zwischen ihren Beinen liegt. Er wird dabei von der Figur der Mutter umfangen und wirkt eher wie ein Kind, das Schutz im Schoß seiner Mutter sucht. 
Kollwitz selbst vermerkte am Todestag ihres 1914 gefallenen Sohnes Peter 1937 in ihrem Tagebuch: „Ich arbeite an der kleinen Plastik, die hervorgegangen ist aus dem plastischen Versuch, den alten Menschen zu machen. Es ist nun so etwas wie eine Pietà geworden. Die Mutter sitzt und hat den toten Sohn zwischen ihren Knien im Schoß liegen. Es ist nicht mehr Schmerz, sondern Nachsinnen.“  (Tagebücher, 22. Oktober 1937)
Die Ankündigung des damaligen Bundeskanzlers Helmut Kohl, dass die Pietà von Kollwitz für das Mahnmal gewählt werden solle, löste eine heftig geführte Debatte aus. Kohl wurde von verschiedenen Seiten vorgeworfen, dass eine um ihren Sohn trauernde Mutter den Opfern des Holocausts nicht gerecht werde. Besonders die jüdischen Opfer des Zweiten Weltkriegs würden durch diese Skulptur ausgeschlossen, da sie sich nur auf den Ersten Weltkrieg beziehe.